# Злоць (станция)
Злоць, ж/д станция (рум. Zloţi, stație de cale ferată) — село и железнодорожная станция в Чимишлийском районе Молдавии. Наряду с селом Кодряны входит в состав коммуны Кодряны.

## География
Село расположено на высоте 226 метров над уровнем моря.

## Население
По данным переписи населения 2004 года, на станции Злоць проживает 231 человек (115 мужчин, 116 женщин).
Этнический состав села:
| Национальность | Число жителей | Процентный состав |
| -------------- | ------------- | ----------------- |
| молдаване      | 197           | 85.28             |
| русские        | 19            | 8.23              |
| украинцы       | 8             | 3.46              |
| гагаузы        | 6             | 2.6               |
| болгары        | 1             | 0.43              |
| Всего          | 231           | 100%              |